# Denver & Rio Grande Railroad Box Outfit Car No. 04414
Le Denver & Rio Grande Railroad Box Outfit Car No. 04414 est un wagon ferroviaire américain exposé à Cimarron, dans le comté de Montrose, au Colorado. Protégé au sein de la Curecanti National Recreation Area, ce wagon couvert de la Denver and Rio Grande Western Railroad est lui-même inscrit au Registre national des lieux historiques depuis le 23 juillet 2009.